# Никорешти (Бакау)
Никорешти (рум. Nicorești) насеље је у Румунији у округу Бакау у општини Паргарешти. Oпштина се налази на надморској висини од 376 m.

## Становништво
Према подацима из 2002. године у насељу је живело 946 становника, од којих су сви румунске националности.